# Mosquée centrale de Cologne
La mosquée centrale de Cologne est une mosquée située à Cologne en Allemagne. Elle a été construite entre 2009 et 2013. Du fait de sa taille, une des plus grandes d'Europe, et du fait de la présence de minarets, la construction de la mosquée a provoqué de nombreux débats.

## Construction
L'architecte de la mosquée est Paul Böhm, qui est spécialisé dans la construction des églises.
La mosquée, d'un style architectural ottoman, a un dôme en béton et en verre et possède deux minarets. La mosquée abrite au rez-de-chaussée une zone commerciale et une entrée, au sous-sol des salles de conférences, à l'étage supérieur un espace de prière et une bibliothèque musulmane.
La Mosquée a aussi des murs en verre qui selon le porte-parole Alboga du Ditib, permet aux visiteurs  de ressentir une impression d'ouverture. Selon l'architecte, le sentiment d'ouverture est renforcé par une entrée accueillante avec un escalier depuis la rue. Les instigateurs du chantier ont exigé que les zones séculaires de la mosquée (restaurant, espaces événementiels et magasins) soient ouverts à tous les croyants quelle que soit leur religion.
Les formes de la mosquée sont rondes et généreuses. La hauteur des minarets aiguisés et élancés est de 55 mètres tandis que celle de la coupole de verre est de 34 mètres.

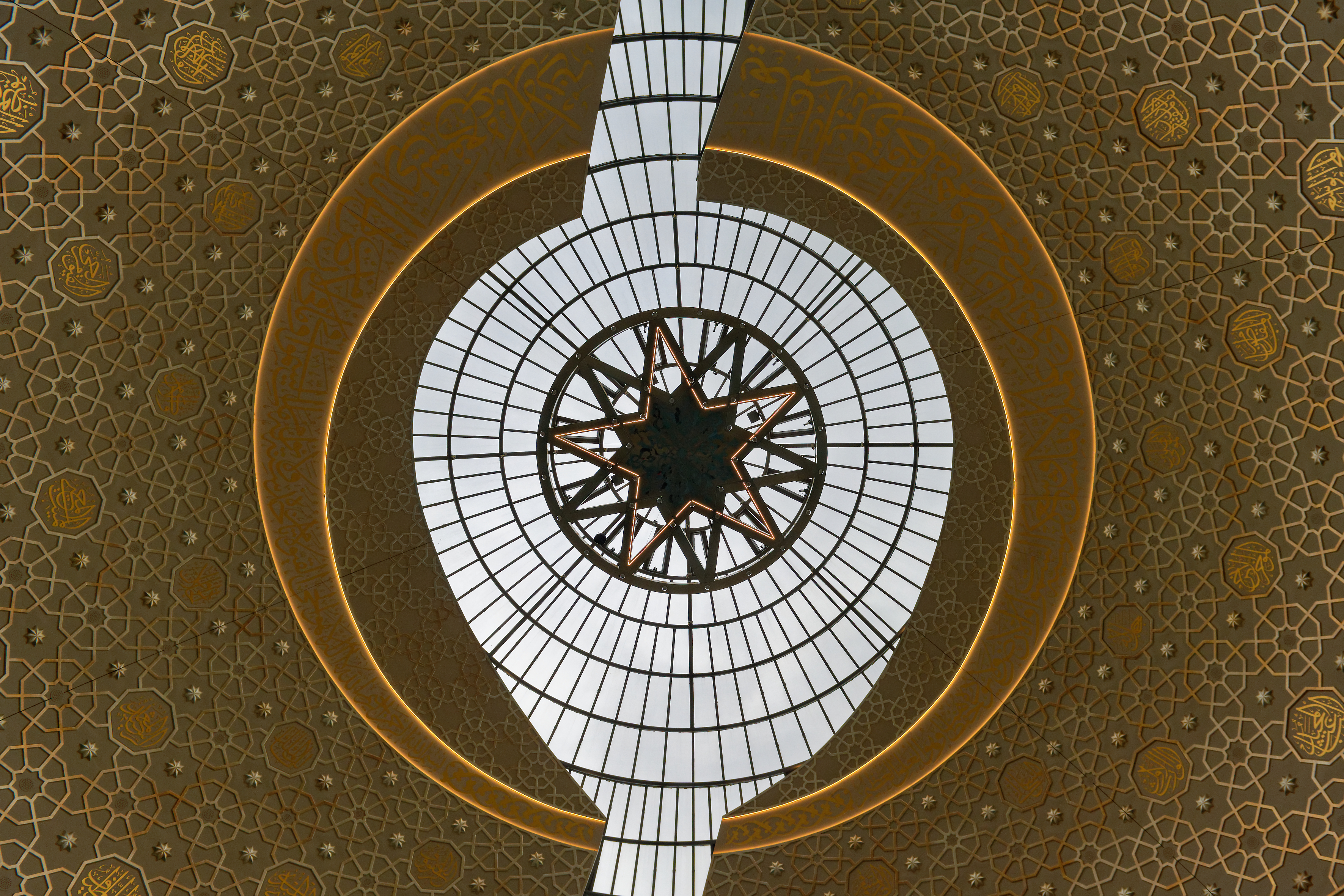
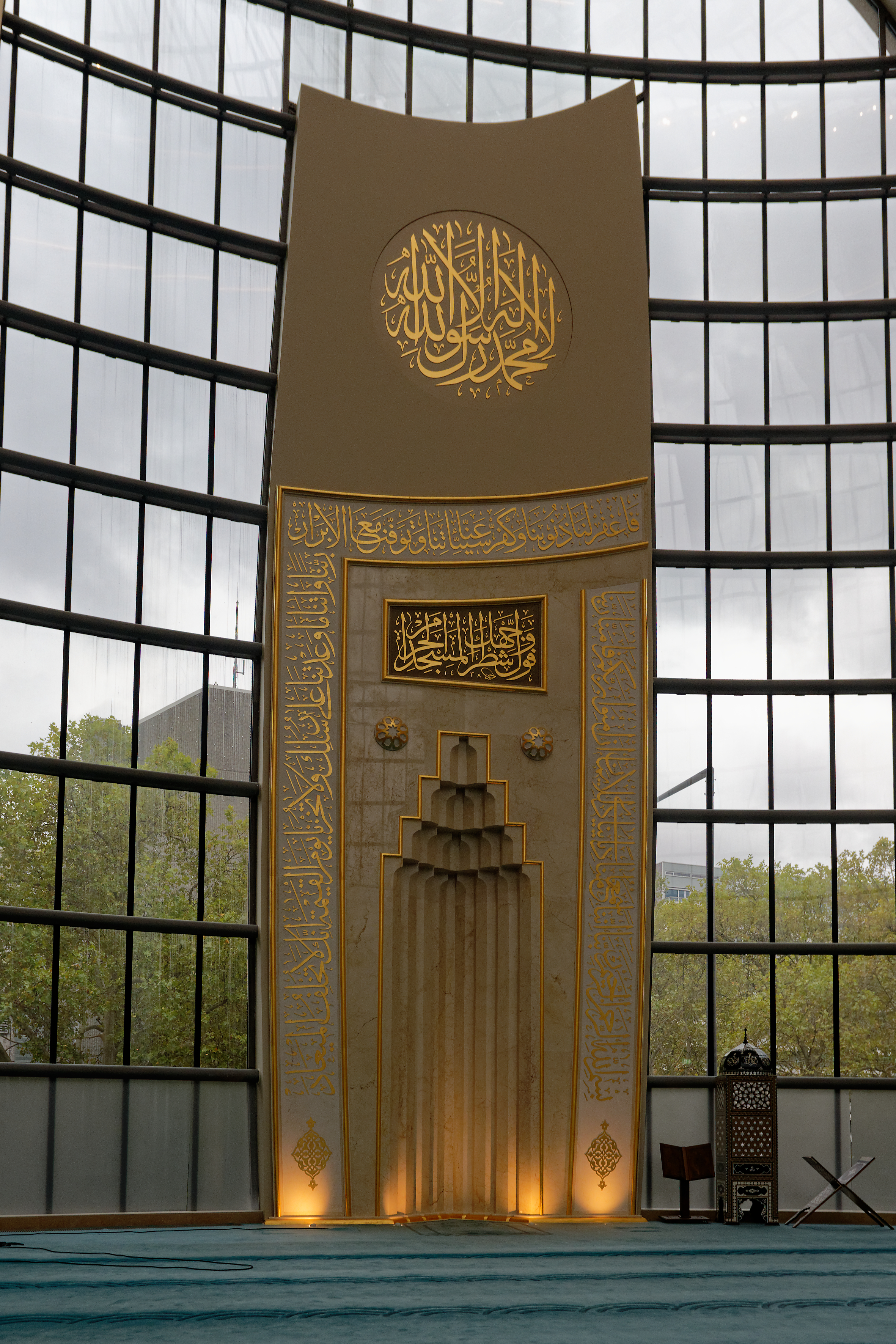
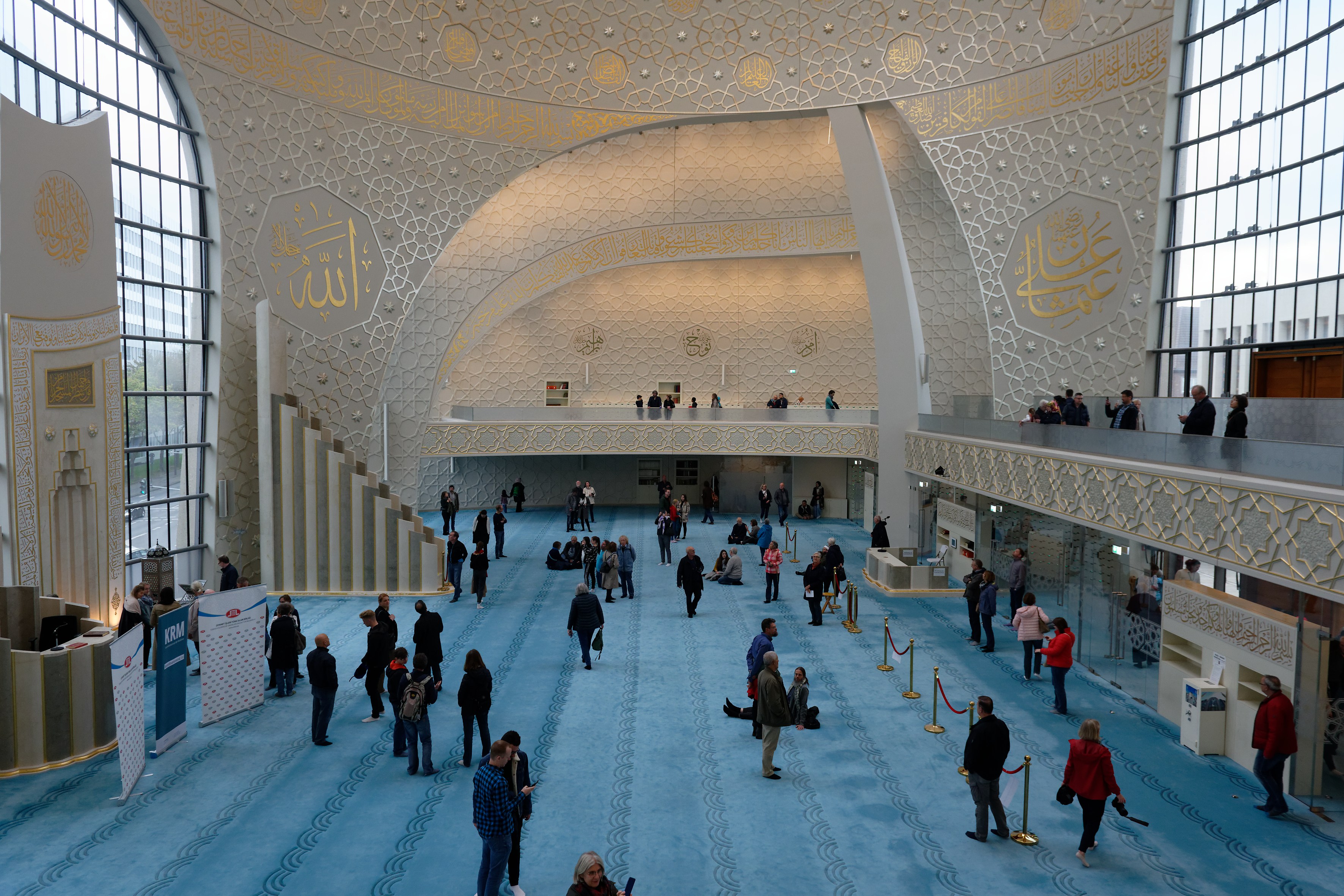
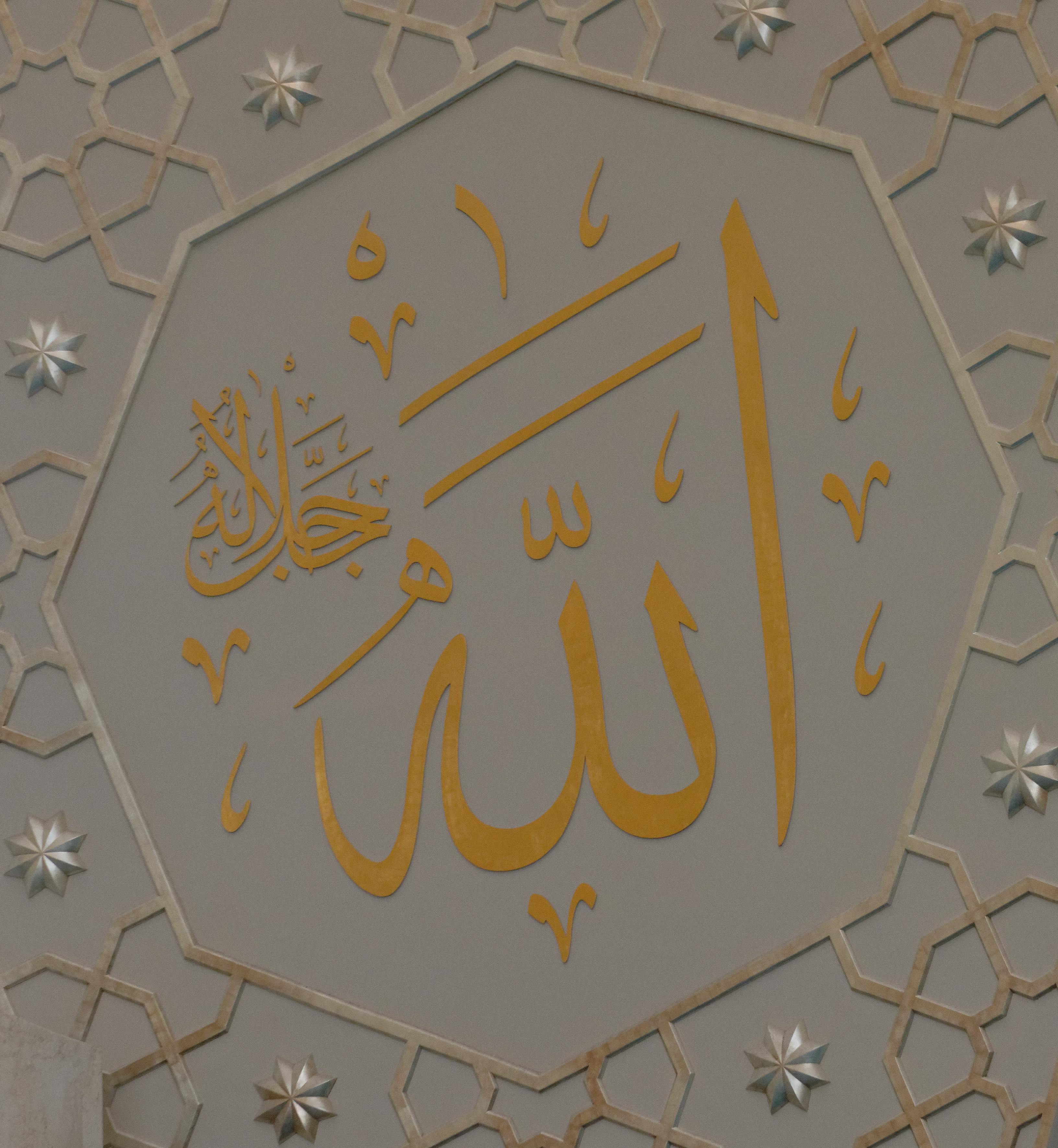

## Financement
La mosquée d'une superficie de 4 500 m2 coûterait autour de 34 millions d’euros et accueillerait de 2 000 à 4 000 fidèles. Cette mosquée a été financée par Diyanet İşleri Türk İslam Birliği (DITIB), une branche des autorités des affaires religieuses du gouvernement turc ; par des prêts bancaires et par des dons de 884 associations musulmanes. L'église catholique Saint-Théodore de Cologne a aussi décidé de participer au financement de la mosquée.

## Controverses
Un projet approuvé par le maire de Cologne Fritz Schramma prévoyant de construire des minarets plus petits a été abandonné après que les architectes aient précisé que les minarets seraient hors de proportion par rapport au reste de la construction et des structures environnantes.
Le projet a été critiqué par l'auteur Ralph Giordano, des groupes d'extrême droite et des néo-nazis.
Jörg Uckermann, député maire du district local, a critiqué le projet en affirmant : « Nous ne voulons pas construire un ghetto turc à Ehrenfeld. Je n'ai pas envie d'un Londonistan ici. »
Markus Wiener appartenant à un groupe activiste local Pro Cologne a exprimé ses craintes sur le fait que la mosquée de Cologne pourrait donner trop de pouvoir à la population musulmane.
Le 16 juin 2007, 200 personnes se sont rassemblées dans une manifestation organisée par Pro Cologne contre la mosquée avec des représentants de Austrian Freedom Party (Parti de la liberté des Autrichiens) et du groupe belge Vlaams Belang.
Le maire député du district Uckermann a affirmé que plusieurs résidents rejettent la mosquée car ils croient que Cologne est une ville chrétienne. Le célèbre auteur Ralph Giordano s'est opposé au projet de la mosquée qui serait une expression de l'islamisation rampante de notre terre, une déclaration de guerre. Il a ajouté qu'il ne souhaitait pas voir des femmes porter le voile dans les rues allemandes les faisant ressembler à des pingouins humains.
Henryk M. Broder, un journaliste, a contesté la métaphore de Giordano mais il a précisé qu'une mosquée est plus qu'une église ou une synagogue. C'est une déclaration politique.
La remarque de Giordano a déplacé la polémique du niveau local au niveau national sur la place de l'islam en Allemagne. Des personnalités allemandes célèbres ont aussi critiqué ce projet. Le maire du district Uckermann a affirmé que les remarques de Giordano ont brisé un mur. « Avant lorsque tu critiquais une mosquée tu étais un nazi. Mais nous avons un problème avec l'intégration des musulmans. C'est une question de langage et de culture. »  
Uckermann a quitté le parti conservateur CDU pour l'extrême droite Pro Cologne en 2008 après avoir été relevé de ses fonctions en tant que maire député de son district et aurait dû faire face à une exclusion de son parti.
Marlis Bredehorst, responsable de l'intégration sur le plan local, a affirmé que c'est important que les musulmans bénéficient de lieux de prières dignes et a ajouté qu'il y a deux cents ans, les protestants devaient prier en secret dans une Cologne catholique, une position intenable aujourd'hui.
Le maire de la ville, Fritz Schramma, qui soutient le projet a affirmé : « Selon moi, il est normal que des musulmans aient une place prestigieuse pour leur culte mais cela me dérange que des personnes ayant vécu pendant 35 ans chez nous ne parlent pas allemand. »
Des personnalités chrétiennes ont aussi tenu des positions ambivalentes : l'église catholique a longtemps soutenu le projet bien que le cardinal Joachim Meisner, archevêque de Cologne, a été plus prudent. Il a affirmé qu'il n'était pas effrayé par le projet mais qu'il se sentait mal à l'aise. Il a aussi affirmé que la Turquie devrait accorder des droits identiques aux minorités chrétiennes. Il a affirmé que la mosquée modifierait le profil de la ville de Cologne.
Wolfgang Huber, un des évêques protestants les plus importants, a critiqué la domination masculine dans l'islam et a affirmé que les musulmans devraient être capables de se convertir au christianisme sans craindre des représailles et la peine de mort.
L'opinion publique semble prudemment soutenir ce projet avec une majorité de résidents qui se sont prononcés en faveur de la mosquée.
Un sondage par un journal local parmi 500 résidents  de Cologne a montré  que le projet est soutenu par 63 %, 27 % de ces derniers souhaitant une réduction des dimensions de la mosquée.
Une manifestation prévue par Pro Cologne le 20 septembre 2008 a été annulée par la police à la dernière minute pour préserver l'ordre public après des heurts intervenus entre les policiers et les manifestants.
Le 28 août 2008, tous les partis du conseil municipal de Cologne ont voté en faveur de la construction de la mosquée excepté celui des chrétiens démocrates de la CDU. À l'extérieur du bâtiment, un groupe d'une trentaine de personnes a manifesté contre cette approbation tandis qu'une centaine de manifestants appuyaient la décision municipale.
Paul Böhm a déploré au journal Bild dans l’édition du 23 janvier 2015 « de voir que la mosquée n’est pas encore utilisée. »
Le projet de la mosquée de Cologne a été comparé avec un projet moins controversé à Duisbourg en Allemagne.  À Duisbourg, les politiciens allemands, la communauté catholique et musulmane, les instigateurs du projet de la mosquée ont fait preuve de coopération et de dialogue dès le départ.